# Retrato de Monsieur Pertuiset el cazador de leones
Retrato de Monsieur Pertuiset el cazador de leones es un retrato al óleo sobre lienzo de 1881 del explorador y aventurero francés Eugène Pertuiset (1833-1909) de Édouard Manet, ahora en el Museo de Arte de São Paulo.

## Antecedentes
Eugène Pertuiset fue un célebre cazador de leones que disfrutó de una considerable atención mediática y fama durante el Segundo Imperio francés. Además de ser un cazador de caza mayor, fue ingeniero, coleccionista de armas y pinturas, y fue comisionado en 1873 por la República de Chile para dirigir una exploración de Tierra del Fuego. Tras cruzar el Estrecho de Magallanes, realizó varias expediciones al interior, descubrió yacimientos de carbón en la isla Dawson y obtuvo una concesión para establecer una colonia, que pretendía poblar con colonos de Francia; sin embargo, el gobierno chileno se retiró del proyecto. Al regresar a París, escribió coloridos relatos de sus aventuras.
Pertuiset posó para Manet en el Boulevard de Clichy en 1880, con el monumental retrato terminado en 1881. Manet conocía desde hacía mucho tiempo a Eugène Pertuiset, quien había comprado varias de sus pinturas y había encontrado divertido el carácter mitad heroico y mitad burlesco de Pertuiset. Por su parte, Pertuiset también era un artista aficionado, y en 1884 presentó su propia versión del retrato, titulado La caza del león, que se exhibió en la nueva Société des Artistes Indépendants en 1884.

## Recepción
La obra sitúa a Pertuiset y el cuerpo de un león en un escenario de árboles que provocan sombras violetas, con el león tendido detrás, parcialmente oculto por un tronco. Pertuiset, en lugar de adoptar una pose heroica como esperaban sus admiradores, se representa sobre una rodilla, con una expresión un tanto pensativa. El escenario es, por supuesto, imaginario, ya que Manet nunca había visitado África ni había presenciado una cacería de leones, pero la figura del león puede haber sido modelada a partir de una piel que Pertuiset adquirió en una famosa cacería de 1866. Manet exhibió Retrato de Monsieur Pertuiset el cazador de leones en el Salón de París en 1881, donde recibió muchas críticas por parte de varios críticos a quienes no les gustaba su estilo plano, el uso excesivo de violeta y la originalidad de la pose. Sin embargo, a pesar de las críticas negativas, Manet recibió una medalla por la obra, el primer reconocimiento oficial a su carrera.